# 张志强 (1955年)
张志强（1955年5月—），河北唐县人。男，汉族。1975年9月参加工作，1987年5月加入中国共产党。毕业于天津财经学院对外贸易系外贸经济专业。
1982年大学毕业后，历任国家计划委员会投资局干部、副主任科员、主任科员。1988年5月起，先后任国家计划委员会固定资产投资司地方处副处长、处长，综合处处长；国家发展计划委员会投资司综合处处长、副司长；国家发展和改革委员会固定资产投资司副司长，重大项目稽察特派员办公室主任。
2008年3月，任中共天津市委综合经济工委副书记，市发展和改革委员会主任、党组书记。2009年5月，任天津市发展和改革委员会主任、党组书记。2015年1月，任天津市人民政府秘书长、党组成员，市委市级机关工委副书记（兼）。2015年11月，卸任。
2013年，被选为第十二届全国人民代表大会天津地区代表。